# Metro von Verona
Metro von Verona ist ein lediglich im Stift Gernrode und in Verona verehrter Heiliger.
Metro gilt aufgrund seiner Legende als Sündenheiliger. Die Vita berichtet, dass Metro sich selbst an einem Stein vor der Kirche San Vitale in Verona festgekettet habe, um für die Sünde des Inzests zu büßen. Den Schlüssel warf er in den Fluss Etsch. Als dieser nach sieben Jahren im Bauch eines Fisches wiedergefunden wurde, waren seine Sünden vergeben. Die Motivkonstellation aus Inzestbuße, Fisch und wiedergefundenem Schlüssel wird im Gregorius von Hartmann von Aue aufgegriffen; die Metro-Legende könnte eine Stoffquelle sein.

## Verehrung
Die Reliquien des heiligen Metro wurden 961 in Verona gestohlen und von Markgraf Gero nach Gernrode gebracht. Metro wurde neben Maria, Petrus und Cyriakus Schutzpatron der Stiftskirche. Die Weihe seines Altares, der im Westchor stand, wurde in Gernrode am 23. August gefeiert. Die Reliquien wurden während der Reformation aus der Kirche entfernt.
Ein in Halberstadt gedrucktes Brevier von 1487 enthält das einzige mit allen Gesängen, Fürbitten und Gebeten vollständig überlieferte Offizium für den Heiligen und eine Kurzvita in sechs Lektionen.
An der westlichen Kurzseite der Tumba von Markgraf Gero (1519) ist Metro mit Fußfessel und dem Fisch, der den Schlüssel im Maul trägt, neben dem heiligen Cyriakus mit einem kleinen Teufelchen an der Kette dargestellt.